# チャールズ・マッグロー
チャールズ・マッグロー（Charles McGraw, 本名：Charles Butters、1914年5月10日 - 1980年7月30日）は、アメリカ合衆国の俳優。チャールズ・マックグロー、チャールズ・マグローとも表記される。
アイオワ州デモイン出身。警察官や軍人役などの屈強な役が多く、主役から悪役まで幅広く演じた。
1980年7月30日、自宅のシャワールームで誤って転倒した際、ガラス製のドアにぶつかり負傷、その傷が元で失血死した。66歳。

## 主な出演作品

### 映画
- 不死の怪物 The Undying Monster (1942) クレジットなし
- カレー大空襲 Tonight We Raid Calais (1943) クレジットなし
- 駆逐艦ジョーンズ Destroyer (1943) クレジットなし
- 駆潜艇K-225 Corvette K-225 (1943) クレジットなし
- 逃亡者 The Impostor (1944)
- 第七の十字架 The Seventh Cross (1944) クレジットなし
- 殺人者 The Killers (1946)
- ミネソタの娘 The Farmer's Daughter (1947) クレジットなし
- 朝はまだ来ない The Long Night (1947)
- 真昼の暴動 Brute Force (1947) クレジットなし
- ギャングスター The Gangster (1947)
- Tメン T-Men (1947)
- ベルリン特急 Berlin Express (1948) クレジットなし
- 月下の銃声 Blood on the Moon (1948)
- 秘密指令 Reign of Terror (1949)
- 恋人よ、いま一度 Once More, My Darling (1949)
- 国境事件 Border Incident (1949)
- サイド・ストリート Side Street (1950)
- Armored Car Robbery (1950) DVD題「札束無情」
- 替え玉殺人計画 His Kind of Woman (1951)
- その女を殺せ The Narrow Margin (1952)
- 零号作戦 One Minute to Zero (1952)
- 騎兵隊突撃 War Paint (1953)
- 平原の落雷 Thunder Over the Plains (1953)
- トコリの橋 The Bridges at Toko-Ri (1954)
- 全艦発進せよ Away All Boats (1956)
- ロケット・パイロット Toward the Unknown (1956)
- 怒りの塔 The Cruel Tower (1956)
- 東京特ダネ部隊 Joe Butterfly (1957)
- 西部の旅がらす Saddle the Wind (1958)
- 手錠のまゝの脱獄 The Defiant Ones (1958)
- 罠の中の男 The Man in the Net (1959)
- メキシコの暴れん坊 The Wonderful Country (1959)
- スパルタカス Spartacus (1960)
- シマロン Cimarron (1960)
- 戦略泥棒作戦 The Horizontal Lieutenant (1962)
- 鳥 The Birds (1963)
- おかしなおかしなおかしな世界 It's a Mad, Mad, Mad, Mad World (1963)
- 間抜けなマフィア The Busy Body (1967)
- 冷血 In Cold Blood (1967)
- 奴らを高く吊るせ! Hang 'Em High (1968)
- ペンダラム Pendulum (1969)
- 夕陽に向って走れ Tell Them Willie Boy Is Here (1969)
- ジョニーは戦場へ行った Johnny Got His Gun (1971)
- 魔界記者コルチャック/ラス・ベガスの吸血鬼 The Night Stalker (1972) テレビ映画
- 暗く長い夜 The Longest Night (1972) テレビ映画
- 少年と犬 A Boy and His Dog (1975)
- シージャック Perilous Voyage (1976) テレビ映画
- 合衆国最後の日 Twilight's Last Gleaming (1977)

### テレビドラマ
- カサブランカ Casablanca (1955-1956)
- アンタッチャブル The Untouchables (1959-1963)
- ドクター・キルデア Dr. Kildare (1961, 1963)
- ボナンザ Bonanza (1962, 1969)
- ガンスモーク Gunsmoke (1964-1971)
- 弁護士ジャッド Judd for the Defense (1967-1968)
- ネーム・オブ・ザ・ゲーム The Name of the Game (1970)
- 特命捜査官モンティ・ナッシュ Monty Nash (1971)
- 秘密捜査官オハラ O'Hara, U.S. Treasury (1971-1972)
- 保安官ニコルス Nichols (1971-1972)
- 特捜隊アダム12 Adam-12 (1971, 1973)
- ポリスストーリー Police Story (1974)